# 精液瘤
精液瘤（せいえきりゅう）または精液嚢腫（せいえきのうしゅ）（英: Spermatocele）とは、精巣上体（副睾丸）の上方に液体が充満した袋（嚢胞）が生じる疾患である。液体は通常、透明から乳白色で、精子を含み、大きさは数ミリから数センチである。小さな精嚢は比較的よく見られ、男性の30％に見られると推定されている。一般的に疼痛は見られないが、大きな精液瘤では陰嚢に鈍痛などの不快感を覚える場合もある。癌性ではなく、精巣腫瘍のリスクを高めることもない。また、精索静脈瘤とは異なり、生殖能力を低下させることもない。

## 概要
この病気は、性機能が盛んな青年期に起こりやすい。多くは陰嚢にしこりを触れることで発見されるが、中の液体を調べて精子が多く認められれば診断がつく。なお、この病気には痛みや苦痛が無いため、特に治療の必要はない。ただし、嚢腫が親指大になると圧迫感を覚え、液を取り除いても再発するため、手術で摘除することもある。

## 徴候・症状

### 慢性感染性精巣上体炎
慢性感染性精巣上体炎は稀である。幾つかの徴候や症状として、精巣上体に限局した圧痛や腫脹がみられるが、これらは精巣の圧痛や異常とは異なり、通常尿路下部にはみられない。慢性感染性精巣上体炎は、中壮年男性だけでなく健康な青少年でも診断されることがある。慢性伝染性精巣上体炎になりやすい因子には、性行為、激しい運動、自転車やオートバイの運転などがある。慢性または再発性の精巣上体炎と診断された患者は、尿路の構造的異常を除外するために、造影剤を用いたCTスキャンと前立腺超音波検査を受けるべきである。慢性感染性精巣上体炎が疑われる場合は、尿検査、尿培養、尿核酸増幅検査を受け、淋菌とクラミジアの存在を確認すべきである。慢性感染性精巣上体炎の治療は急性感染性精巣上体炎の治療と同様であるが、外科的治療が行われることは稀である。

### 慢性非感染性精巣上体炎
慢性非感染性精巣上体炎は外傷、自己免疫疾患、血管炎などにより生じることがあるが、殆どの症例で明確な原因や由来は見つからない。自然に発生する非感染性精巣上体炎は、尿が射精管や精管を通って精巣上体に逆流し、炎症を生じて腫脹や精管閉塞を起こすことが原因である。精管切除歴のある男性も慢性非精巣上体炎に罹りやすい。典型的な誘発因子は、長時間の座位（飛行機や車での長旅、座りっぱなしのデスクワーク）または激しい運動（重いものを持ち上げる）である。急性の感染性精巣上体炎では圧痛や腫脹が強いことが多いが、慢性の非感染性精巣上体炎では診察時の圧痛や腫脹が少ない傾向がある。充分な過去の病歴聴取と身体診察が診断の助けになる。慢性非感染性精巣上体炎の患者は、抗生物質治療中に症状が改善しなかったという病歴を持つことが多い。慢性非感染性精巣上体炎の管理には、陰嚢挙上、イブプロフェンなどの非ステロイド性抗炎症薬（NSAIDs）の投与（医学的理由で服用できない場合を除く）、および症状を引き起こす可能性のある身体活動の回避が推奨される。座りっぱなしの仕事をしている人や、長時間座っていることが多い人は、もっと頻繁に体を動かすべきである。

## 危険因子
精液瘤が大きくなる原因はよく解っていない。流産などの妊娠合併症を予防するためにジエチルスチルベストロール（DES）を処方された妊婦が男児を出産した場合、その男児が将来精液瘤を発症するリスクが高まる可能性が高いことが観察されている。しかし、この薬は稀な膣癌を発症するリスクを高めるため、1971年に処方が中止された。

## 原因
精液瘤は、精巣上体の頭部にある尿細管から憩室として発生することがある。精子が蓄積すると、憩室は徐々に大きくなり、精液瘤を引き起こす。精巣上体と精巣を繋ぐ管は多数あるが、その内の一つが詰まると嚢胞が形成される。多くの場合、嚢胞は先行する傷害を伴わずに自然に発生する。
外傷や炎症が原因で精巣上体の一部が瘢痕化すると、精巣上体が閉塞して精液瘤が形成されることがある。

## 診断

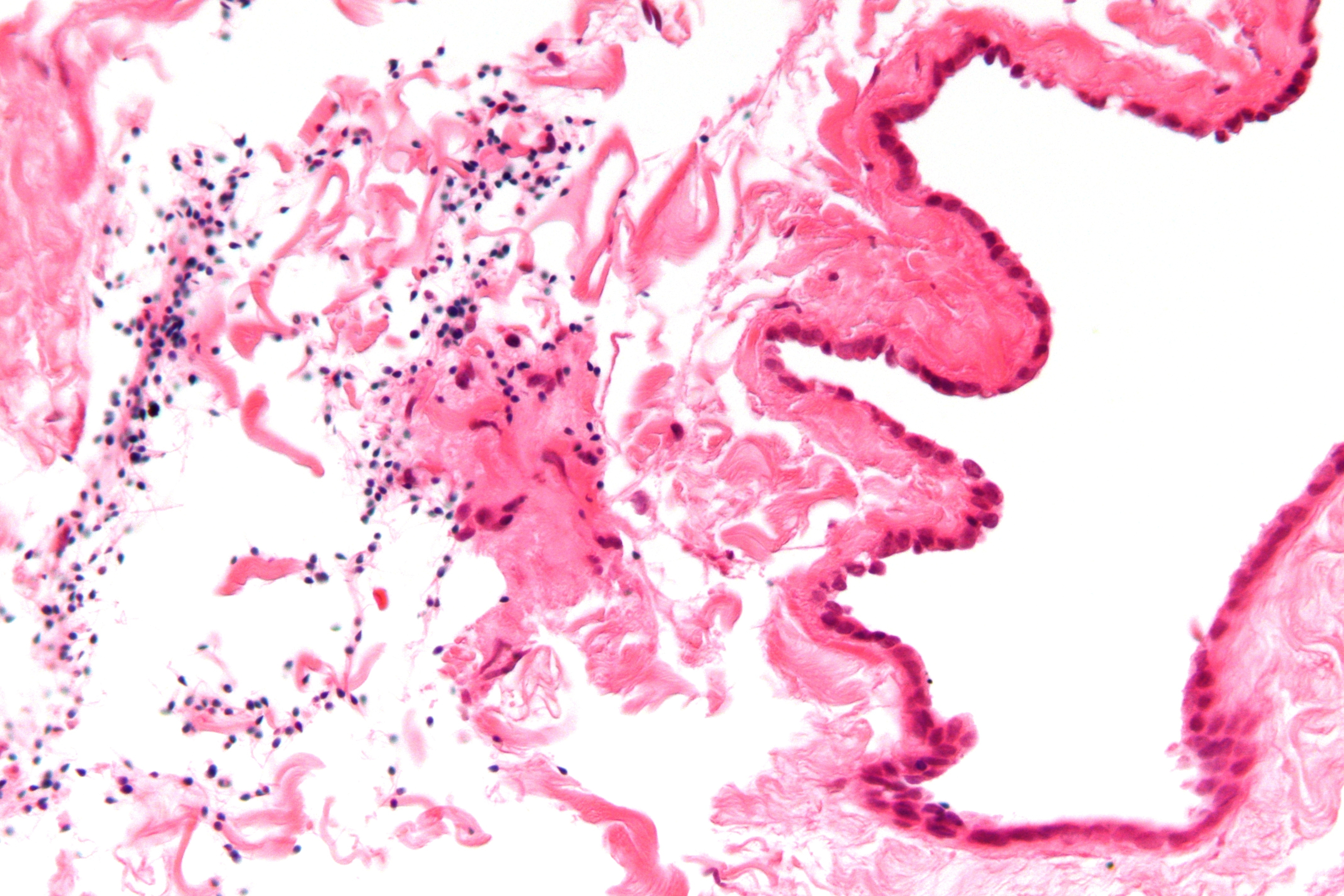
精液瘤の顕微鏡写真。特徴的な精子が存在する(画像左の黒い点) H&E染色

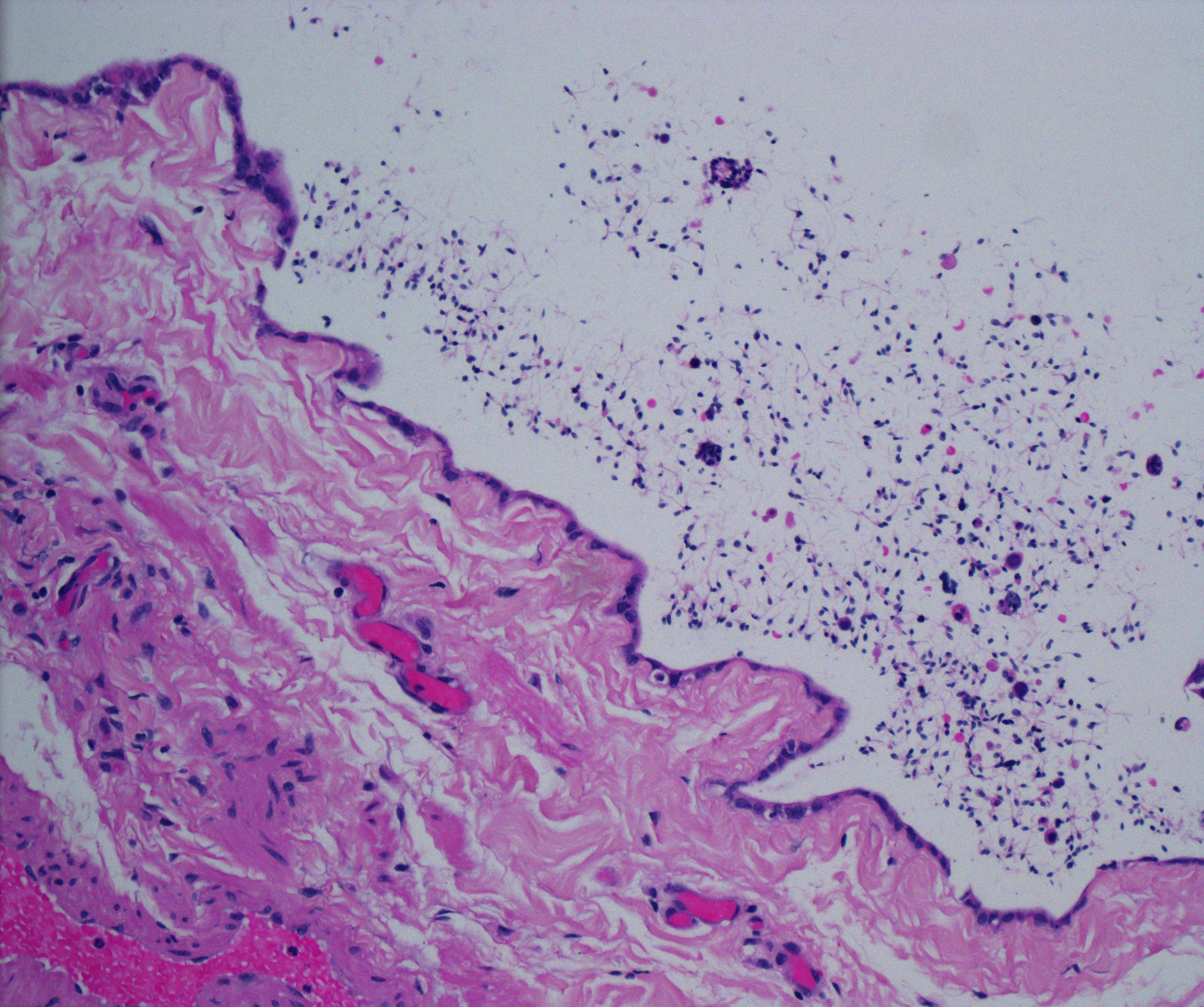
嚢胞内腔に精子を含む拡張した精巣網 H&E染色20倍

精液瘤は、医師による身体診察や陰嚢・精巣の自己検査で、偶発的腫瘤として発見されることがある。陰嚢腫瘤の診断には精液瘤の他に、陰嚢水腫、精索静脈瘤、ヘルニア、単純精巣上体嚢胞、新生物が含まれる。
陰嚢水腫、精索静脈瘤、精液瘤などの陰嚢腫瘤の良性の原因を診断して管理する際、精巣捻転、精巣上体炎、急性精巣炎、絞扼ヘルニア、精巣腫瘍など、精巣腫瘤に関連する「見逃してはならない」診断が疑われる場合は、専門医を受診しなければならない。精巣上体の頭部に、精巣とは明らかに離れた、痛みを伴わない嚢胞性の腫瘤がある場合、精液瘤が疑われる。この腫瘤に光を当てると、液体が充満した嚢胞と、光をあまり通さない腫瘍とを区別することができる。不確かな場合は、陰嚢の超音波検査で精液瘤の存在を確認できる。陰嚢の腫瘤が良性か悪性かを判断するには、腫瘤の場所と既往歴が重要である。全血球算定（CBC）検査や尿検査などの臨床検査も、感染の可能性や炎症の徴候がないかを調べるために行われる。
精液瘤の大きさや形は様々であり、非常に小さく、超音波検査でしか発見できない精液瘤もある。より一般的に見られるのは、豆粒大の“しこり”のような精液瘤である。精巣の上や後ろにできることが多く、豆のような形と大きさであるが、より大きくなると、第3の精巣のように見えることが報告されており、非常に不快感を伴うとされている。大きな精液瘤に罹患した場合、罹患した精巣に痛み、重さ、膨張感を感じるという報告もある。

## 治療
小さな嚢胞や無症候性の大きな嚢胞は、触らずに経過観察する。しかし、嚢胞が不快感や痛みの原因となっている場合、サイズが大きくなっている場合、または患者の要望がある場合には、治療を考慮する。治療の選択肢はいくつかあり、侵襲性のレベルも様々である。

### 医薬品
経口鎮痛薬や抗炎症薬などの特定の薬剤を、痛みや腫れなどの精液瘤に関連した症状の軽減に使用できる。現在のところ、精液瘤の生成を抑制したり、精液瘤を治癒させる薬は存在しない。一般的には、痛みを治療するアセトアミノフェン、炎症や痛みの治療にはイブプロフェン、ナプロキセンなどの非ステロイド性抗炎症薬（NSAIDs）が使用される。感染や不快感のリスクが指摘される場合には、抗生物質が用いられる場合がある。

### 医療処置
吸引療法と硬化療法は、それぞれ精液瘤から液体を除去し、さらに液体が溜まらないように精液瘤を閉鎖する治療法である。精巣上体損傷、不妊症、再発のリスクが高いため、これらの方法は推奨されておらず、一般的にも行われていない。

### 手術
外科的治療の適応は、最終的な決断を下す前に熟慮する必要がある。リスクの程度に応じて、様々な種類の外科的処置が選択される。
刺激症状を引き起こす精嚢に対しては、精液瘤切除術と呼ばれる短時間の手術で対応できる。この標準的手術は、局所麻酔または全身麻酔を用いて外来で行われる。この手術は通常、精液瘤に加え精巣上体の一部を切除する。精巣上体損傷のリスクは17.12％である。この事故は精巣上体頭部から精液瘤を剥離する際に起こる可能性がある。精液瘤切除術は、血腫、創感染、陰嚢膿瘍、再発などの合併症を引き起こす可能性がある。手術後、腫れを抑えるために氷嚢を数日間当てることが勧められる。また、不快感を軽減するために数日間、痛み止めを内服することもある。更に2～6週間後、経過や合併症を検査する必要がある。精管切除術を受けた場合は、術後6～12週間後に数回射精した後に精液サンプルを2回採取し、分析すべきである。精液サンプルは遠心分離して、精液中に生存精子が存在するか否かを調査する。

#### 合併症のリスク
手術で摘除した後も、痛みが持続したり再発する可能性がある。このような手術では生殖機能が損なわれる可能性があるため、子供が出来るまで手術を延期することも考えられる。痛みに耐えられず、すぐにでも精液瘤を摘出したい場合は、不妊症になった場合に備えて、精子の凍結保存について医師に相談すべきであろう。

## 予防・早期発見
精液瘤が形成されるのを防ぐ方法は無いが、腫瘤、違和感、不快感など、陰嚢のあらゆる変化を発見するのに役立つ日課を確立することはできる。毎月精巣の自己検診を行うことで、精液瘤等の異常を早期に発見できる可能性が高くなる。
精巣の自己検診を行う際には、温かいシャワーを浴びて陰嚢を弛緩させると良い。陰嚢を正しく調べるには、先ず皮膚に腫れがないかを確認し、次いで精巣を親指と指の間で転がすようにして精巣を片方ずつ検査する。正常な精巣は楕円形で、通常は滑らかで硬い感触である。また、精巣の大きさが異なることも珍しくない。
健康診断で、精巣の「しこり」が見つかった場合、精巣腫瘍を除外するために超音波検査でスクリーニングを行うことがある。